# Phare d'Hätteberget
Le phare d'Hätteberget (en suédois : Hätteberget fyr) est un  phare en mer situé dans le détroit de Skagerrak appartenant à la commune de Tjörn, dans le Comté de Västra Götaland (Suède).

## Histoire
Ce phare automatique à caisson a été mis en service en 1977 pour remplacer le phare de Pater Noster. Il est alimenté par un câble électrique sous-marin. Le caisson comporte sept étages avec une salle des machines, une kitchenette et une chambre permettant au personnel de maintenance d'y passer la nuit. Des projecteurs éclairent la tour de nuit. Il est équipé d'un radar Racon et d'une corne de brume.
Il se trouve dans le détroit de Skagerrak à environ 8 km au sud-ouest de Marstrand.

## Description
Le phare  est une tour cylindrique en béton surmontée d'un hélipad de 26 mètres de haut, avec une double galerie. Le phare est peint en noir avec une large bande centrale rouge. Il émet, à une hauteur focale de 26 mètres, deux longs éclats (blanc, rouge et vert) selon différents secteurs toutes les 12 secondes. Sa portée nominale est de 21 milles nautiques (environ 39 km) pour le feu blanc, et 15 pour le feu rouge et vert.
Identifiant : ARLHS : SWE-028 ; SV-7925 - Amirauté : C0489 - NGA : 0708 .

## Caractéristique dufeu maritime
Fréquence : 12 secondes (W-R-G)
- Lumière : 1.5 secondes
- Obscurité : 2 secondes
- Lumière : 1.5 secondes
- Obscurité : 7 secondes

### Lien connexe
- Liste des phares de Suède